# Горюново
Горюно́во (рос. Горюново) — село у складі Заводоуковського міського округу Тюменської області, Росія.
Населення — 479 осіб (2010, 564 у 2002).
Національний склад станом на 2002 рік:
- росіяни — 83 %